# Leslie Charleson
Leslie Charleson (ur. 22 lutego 1945 w Kansas City, zm. 12 stycznia 2025) – amerykańska aktorka, najbardziej znana z roli Moniki Quartermaine w telenoweli ABC Szpital miejski.

## Życiorys
Charleson urodziła się 22 lutego 1945 roku w Kansas City w stanie Missouri. Jej siostrą była Kate Charleson, również aktorka. Karierę filmową rozpoczęła w telenoweli ABC A Flame in the Wind w 1964 roku. W 1966 dołączyła do obsady As the World Turns. W 1968 roku zagrała rolę córki lekarza w Dzikim Zachodzie w odcinku „Noc ognia i siarki”. W latach 1967–1970 występowała w telenoweli CBS Miłość to wspaniała rzecz. Zagrała rolę Iris Donnelly Garrison. Jej postać była częścią bardzo popularnego trójkąta miłosnego z Davidem Birneyem i Donną Mills.
Charleson wystąpiła gościnnie w wielu serialach od 1970 do 1977, w tym w Adamie-12; Nagły wypadek!; Żelazna strona; Mannixa; Marcus Welby, MD; Szczęśliwe dni; Armata; Ulice San Francisco; i Akta Rockforda. Zagrała drugoplanową rolę w filmie science-fiction Dzień delfina z 1973 roku i zagrała u boku Shelley Winters w telewizyjnym thrillerze Zemsta! (1971).
6 sierpnia 1977 roku Charleson powróciła do telewizji rolą Moniki Quartermaine w telenoweli ABC Szpital miejski. Fred Silverman, ówczesny prezes ABC, poprosił ją o dołączenie do serialu, który w tamtym czasie znajdował się na najniższych pozycjach oglądalności i był bliski anulowania. Za swoją rolę Charleson otrzymała cztery nagrody Daytime Emmy dla najlepszej aktorki pierwszoplanowej w 1980, 1982, 1983 i 1995 roku. Międzyczasie wystąpiła u boku Deidre Hall i Colleen Zenk w filmie Woman on the Ledge z 1993 roku. Wystąpiła także gościnnie w serialach komediowych Dharma i Greg w 2001 roku oraz Przyjaciele w 2004 roku. Charleson była najdłużej pracującym członkiem obsady serialu General Hospital.

## Śmierć
Charleson zmarła 12 stycznia 2025 roku w wieku 79 lat. Według tygodnika Variety doświadczyła „kilku upadków”, które spowodowały problemy z jej poruszaniem się, i na tydzień przed śmiercią trafiła do szpitala z powodu jednego z nich.